# Nebennierenerkrankung der Frettchen
Die Nebennierenerkrankung der Frettchen ist eine bei kastrierten Frettchen häufig auftretende Erkrankung, die durch eine Überproduktion von Sexualhormonen durch die Nebennierenrinde hervorgerufen wird. Durch die Entfernung der Geschlechtsdrüsen bei der Kastration (Eierstock bzw. Hoden) wird ein homoneller Rückkopplungsmechanismus außer Kraft gesetzt, weshalb die Hirnanhangsdrüse verstärkt Luteinisierendes Hormon (LH) freisetzt. Da die Nebennierenrinde von Frettchen im Gegensatz zu den meisten anderen Säugetierarten LH-Rezeptoren enthält, wird diese zur Produktion von Geschlechtshormonen angeregt. Die Erkrankung wird auch als Nebennieren-assoziierte Endokrinopathie bezeichnet.

## Ätiologie

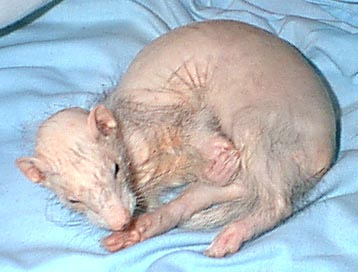
An der Nebennierenkrankheit erkranktes Frettchen mit starkem Haarausfall

An der Nebennierenerkrankung erkranken als Haustier gehaltene, kastrierte Frettchen beiderlei Geschlechts. 
Von der Erkrankung sind vor allem mittelalte bis ältere Tiere betroffen. Die Tiere erreichen die Geschlechtsreife in der Regel im ersten Frühjahr nach der Geburt in einem Alter von ca. 4 ½ bis 6 Monaten. Wenn die Weibchen während des Oestrus nicht gedeckt werden, entwickeln sie häufig einen Daueröstrus, der mehrere Monate anhalten und zu gesundheitlichen Problemen, insbesondere einer östrogen-induzierten Anämie, führen kann. Männliche Frettchen entwickeln bei Geschlechtsreife einen intensiven moschusartigen Geruch und zeigen ein sexuell motiviertes, aggressives Verhalten. Aus diesen Gründen werden die meisten Frettchen, die als Haustier gehalten werden und nicht zur Zucht eingesetzt werden sollen, kastriert.
Durch die Entfernung des Geschlechtsdrüsen (Hoden bzw. Eierstock) entfällt in der Hirnanhangsdrüse die negative Rückkopplung der von diesen Organen synthetisierten Geschlechtshormone, weshalb diese vermehrt Luteinisierendes (LH) und Follikelstimulierendes Hormon (FSH) ausschüttet. Anders als bei den meisten Säugetierarten weist die Nebennierenrinde bei Frettchen Rezeptoren für LH auf, die durch die hohen LH-Spiegel im Blut kastrierter Tiere stimuliert werden und zu einer Produktion der Sexualhormone Estradiol, 17-Hydroxyprogesteron und Androstendion in der Nebennierenrinde führen. Die erhöhten Blutspiegel dieser Hormone verursachen die Nebennierenerkrankung, die sich durch Symptome wie beidseitig-symmetrischen Haarausfall, Juckreiz, Muskelschwund, Hinterhandschwäche, sexuell motiviertes Verhalten und Aggressionen äußert. Bei weiblichen Tieren kommt es häufig zu einer Schwellung der Vulva, Absonderung von Vaginalsekret und sexuelle Attraktivität für männliche Tiere. Bei männlichen Tieren treten Prostatazysten, Prostatitiden und Obstruktionen der Harnröhre auf. In seltenen Fällen entsteht eine tödlich verlaufende östrogeninduzierte Knochenmarksdepression. 
Bei erkrankten Tieren tritt außerdem eine Vergrößerung der Nebenniere auf, die bei 85 % der Tiere auf eine Seite beschränkt ist. Während es sich zunächst um eine noduläre Hyperplasie als Reaktion auf die permanente hormonelle Stimulation handelt, entwickeln sich daraus im Laufe der Zeit oft Tumore, bei denen es sich um gutartige Adenome handelt. In ca. 10 % der Fälle treten aber auch bösartige Adenokarzinome auf. Letztere neigen stark zur Metastasierung, was schließlich zum Tod der betroffenen Tiere führt.
Frettchen sind unter natürlichen Bedingungen zwischen März und August saisonal polyöstrisch, d. h. die Weibchen durchlaufen in dieser Zeit einen regelmäßigen Sexualzyklus. Die Dauer der Fortpflanzungszeit wird dabei durch die Intensität und Dauer des Tageslichtes gesteuert. Die Sekretion von LH aus der Hirnanhangsdrüse wird durch Licht gefördert, weshalb die Symptome der Nebennierenkrankheit in Zeiten mit verlängertem Tageslicht oft ausgeprägter sind als in den Jahreszeiten mit kurzen Tagen.
Es besteht ein enger Zusammenhang zwischen dem Alter, in dem die Kastration der Tiere vorgenommen wird, und der Häufigkeit, mit der die Nebennierenerkrankung auftritt. In Ländern wie zum Beispiel den USA oder Japan, in denen es üblich ist, Frettchen bereits im Alter von nur 4 bis 6 Wochen zu kastrieren, liegt die Inzidenz der Erkrankung bei 15 % bis 22 %. In Ländern, in denen Frettchen typischerweise erst im höheren Alter von 6 bis 12 Monaten kastriert werden, wie z. B. in den Niederlanden oder England, liegt die Inzidenz der Erkrankung deutlich niedriger. Das Durchschnittsalter der Tiere, bei denen die Krankheit diagnostiziert wird, liegt zudem höher.
Als weitere prädisponierende Faktoren werden ein hoher Inzuchtfaktor in der kommerziellen Frettchenzucht sowie die Ernährung diskutiert. Auch den unnatürlichen Lichtverhältnissen bei der Haltung von Frettchen in Wohnungen wird bei der Entstehung der Erkrankung eine prädisponierende Rolle zugeschrieben. Das künstliche Licht simuliert bei in der Wohnung gehaltenen Tieren eine permanente Langtagsaison, so dass eine permanent gesteigerte LH-Sekretion vorliegt und der Eintritt weiblicher Tiere in den Anöstrus verzögert wird.

## Diagnose
Die Diagnose erfolgt durch eine Untersuchung der Blutspiegel der Hormone Estradiol, 17-Hydroxyprogesteron und Androstendion. Bereits die Erhöhung nur eines dieser drei Parameter legt in Verbindung mit der klinischen Symptomatik die Diagnose einer Nebennierenerkrankung bei einem kastrierten Tier nahe. Nur wenn alle drei Parameter im Normbereich liegen, kann eine Nebennierenerkrankung ausgeschlossen werden. Andere klinisch-chemische Parameter und das Blutbild sind meist nicht verändert, beim Vorliegen einer Östrogen-induzierten Anämie sind jedoch die Parameter des roten Blutbildes verändert.
Sind eine oder beide Nebennieren in Folge der Erkrankung vergrößert, können diese von erfahrenen Untersuchern oft schon durch die Bauchdecke ertastet werden. Mit Hilfe einer Ultraschalluntersuchung lassen sich die veränderten Nebennieren darstellen; ist die rechte Nebenniere betroffen, kann dabei auch untersucht werden, ob es bereits zu einem Einbruch in die nahe gelegen hintere Hohlvene (Vena cava caudalis) gekommen ist, was mit einer schlechten Prognose einhergeht. In ca. 50 % der Fälle gelingt die Diagnosestellung per Ultraschall.
Nach einer chirurgischen Entfernung einer oder beider veränderten Nebennieren kann durch eine patho-histologische Untersuchung der entnommenen Organe diagnostiziert werden, ob es sich um Hyperplasie, einen gut- oder bösartigen Tumor gehandelt hat. Die Unterscheidung zwischen gut- und bösartigen Tumoren ist dabei aber manchmal nicht sicher möglich, da sich das histologische Erscheinungsbild der beiden Formen sehr ähneln kann. Bei der Veränderung beider Nebennieren sollten beide Organe histo-pathologisch untersucht werden, da sie unabhängig voneinander unterschiedliche Tumoren entwickeln können.

## Therapie
Die Therapie besteht in der chirurgischen Entfernung der betroffenen Nebennieren. Während die linke Nebenniere chirurgisch relativ gut zu entfernen ist, liegt die rechte Nebenniere in der Nähe der hinteren Hohlvene, weshalb ihre chirurgische Entfernung mit einem erhöhten Operationsrisiko verbunden ist. Sind beide Nebennieren betroffen, soll zumindest eine Nebenniere nur unvollständig entfernt werden, um die Entstehung eines Hypoadrenokortizismus zu vermeiden. Nur ein geringer Anteil der Tiere benötigt nach einer ein- oder unvollständigen beidseitigen Entfernung der Nebennieren ein medikamentielle Substitution mit Gluco- und/oder Mineralokortikoiden.
Zur Behandlung der Nebenniererkrankung können außerdem GnRH-Analoga eingesetzt werden, die eine höhere Bindung an die GnRH-Rezeptoren aufweisen als das körpereigene GnRH, wodurch es zu einer Erniedrigung der LH- und FSH-Produktion in der Hirnanhangsdrüse kommt. Ein zur „homonellen Kastration“ von männlichen Frettchen zugelassener Hormonchip, der kontinuierlich kleine Mengen des Wirkstoffs Deslorelin freisetzt, kann dazu eingesetzt werden. Dieses Verfahren ist vor allem bei Tieren, die nicht operiert werden können oder sollen, eine Therapieoption. Dabei handelt es sich allerdings um einen Off-Label-Use.
Neuere Behandlungsansätze beinhalten die Immunisierung gegen GnRH. Die dadurch gebildeten Antikörper binden an das GnRH, das dadurch die LH-Freisetzung aus der Hirnanhangsdrüse nicht mehr stimulieren kann.